# Leiten (Dietramszell)

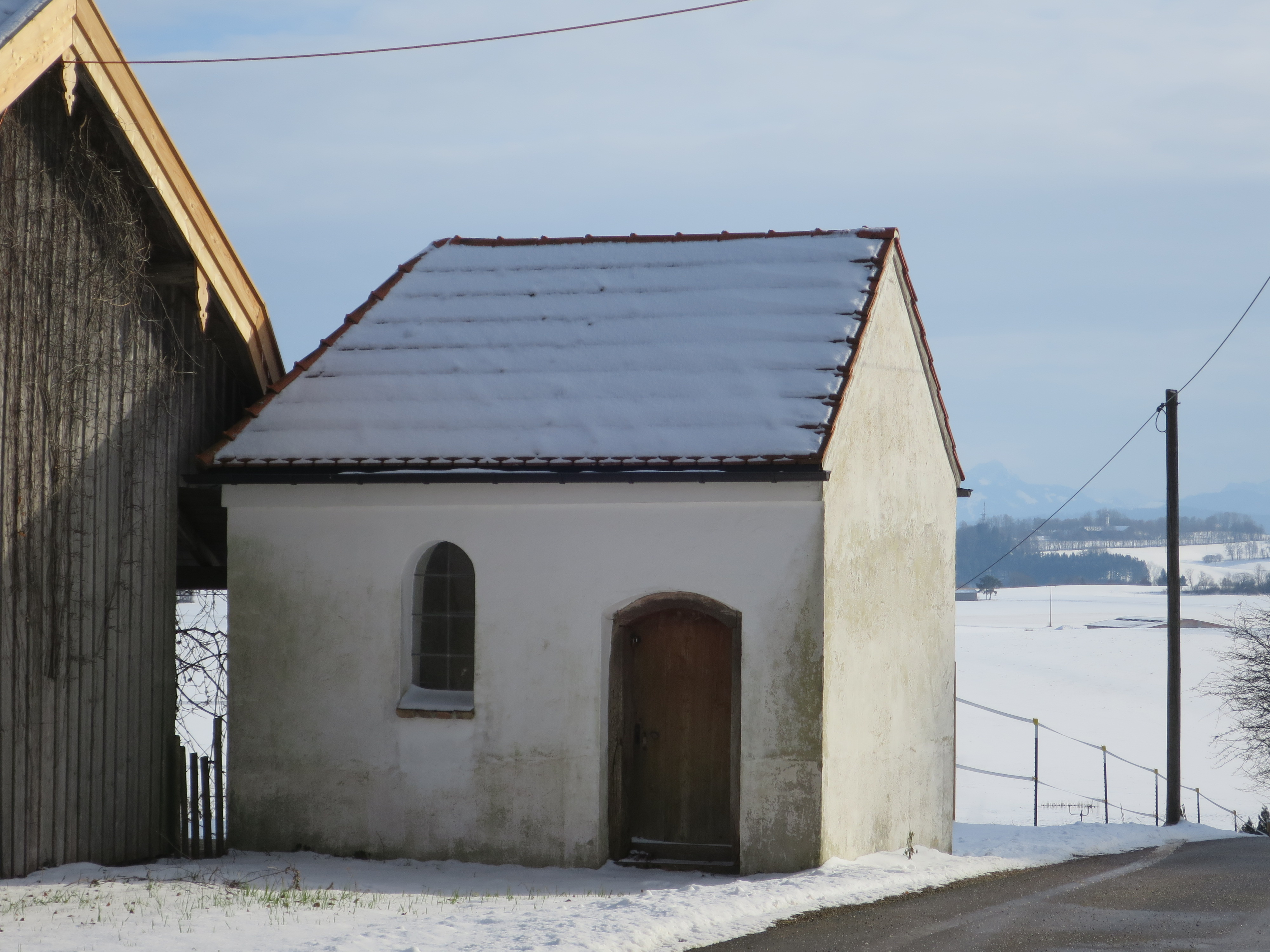
Kapelle Podling

Leiten ist ein Ortsteil der Gemeinde Dietramszell im Landkreis Bad Tölz-Wolfratshausen (Oberbayern).

## Geografie
Der Weiler liegt knapp acht Kilometer nördlich von Dietramszell auf 720 m über NN.

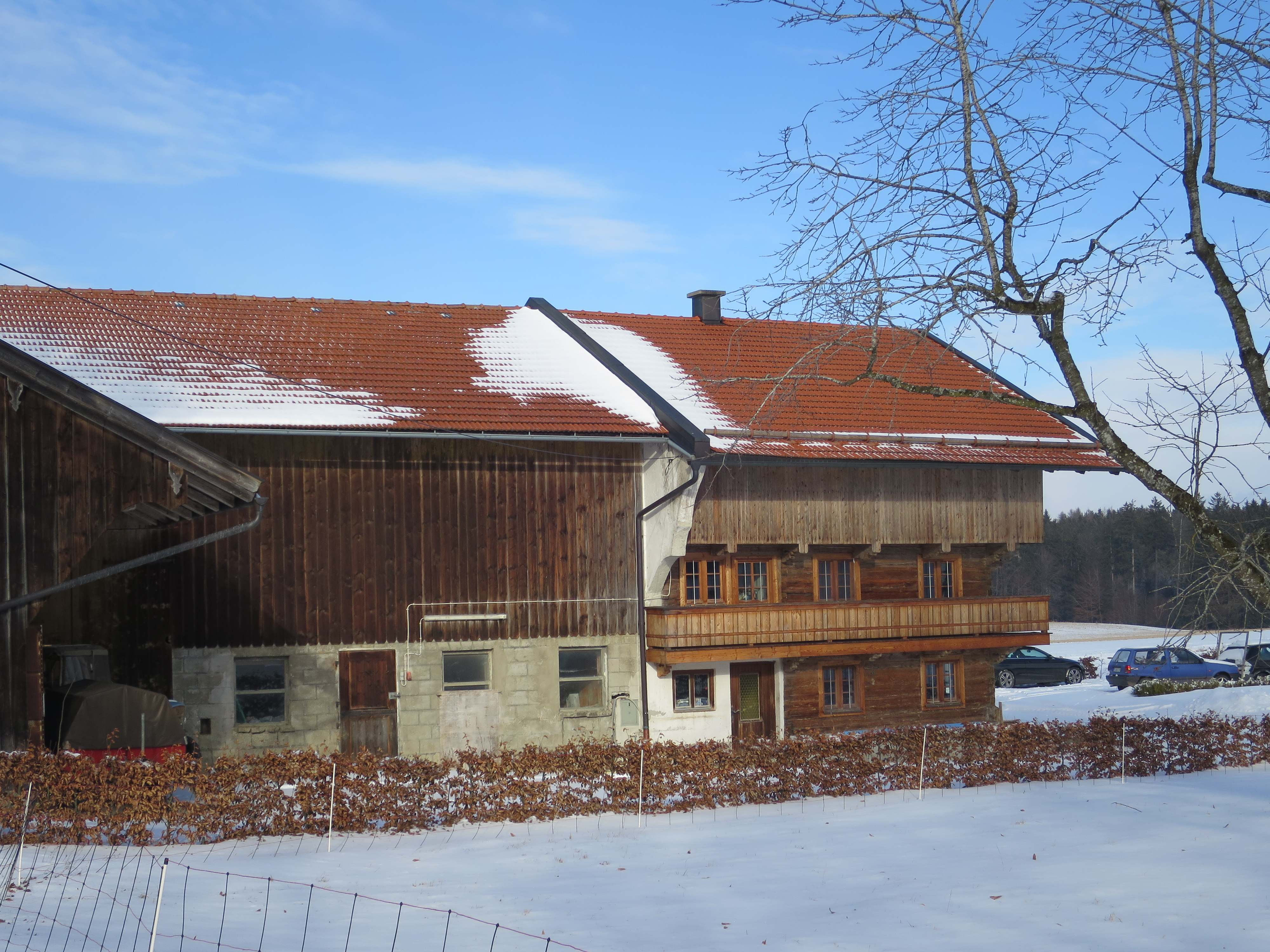
Bauernhaus, Wohnteil unter Denkmalschutz

## Einwohner
1871 wohnten im Ort 17 Personen, bei der Volkszählung 1987 wurden zwölf Einwohner registriert.

## Gebietsreform in Bayern
Der Ort gehörte zur Gemeinde Baiernrain, die sich am 1. Januar 1972 mit Dietramszell, Föggenbeuern, Linden und Manhartshofen zusammenschloss. Als Namen für die neue Gemeinde bestimmte die Bürger-Mehrheit Dietramszell.

## Baudenkmäler
In die Denkmalliste sind zwei Objekte aus dem Weiler eingetragen:
- Hofkapelle, wohl 1. Hälfte 19. Jahrhundert, mit Ausstattung (Denkmalliste)
- Wohnteil des Bauernhauses Nummer 4, 2. Hälfte 18. Jahrhundert (Denkmalliste)